# Cilunculus sewelli
Cilunculus sewelli là một loài nhện biển trong họ Ammotheidae. Loài này thuộc chi Cilunculus. Cilunculus sewelli được miêu tả khoa học năm 1938 bởi Calman.